# John Murray, I marchese di Atholl
John Murray, I marchese di Atholl (2 maggio 1631 – 6 maggio 1703), è stato un politico scozzese.

## Biografia
Era il figlio di John Murray, I conte di Atholl, e di sua moglie, Jane Campbell, figlia di Sir Duncan Campbell di Glenorchy. Nel 1650 si unì al fallito tentativo di liberare Carlo II dai Covenanti, e fu, nel 1653, uno dei principali sostenitori dell'ascesa al potere del conte di Glencairn in opposizione ai piani inglesi di incorporare la Scozia nel Commonwealth e comandò 2.000 uomini alla battaglia. Alla fine fu obbligato ad arrendersi l'anno successivo a George Monck.

## Carriera
Nel 1660, divenne un consigliere e sceriffo di Fife. Nel 1663 è stato nominato Lord President of the Court of Session. Divenne il primo capitano generale della Royal Company of Archers nel 1670. Nel 1672 divenne Custode del Sigillo Privato di Scozia e il 14 gennaio 1673 divenne Lord della sessione straordinaria.
Nel 1670 succedette alla contea di Tullibardine alla morte di suo cugino, il IV conte ed è stato creato marchese di Atholl e visconte Glenalmond, il 7 febbraio 1676. Nel 1676 commissionò a William Bruce la ricostruzione di Dunkeld House. La casa era stata gravemente danneggiata nel 1654, durante la guerra civile.

### Gloriosa Rivoluzione
Murray era inizialmente un sostenitore delle politiche di Lord Lauderdale, prendendo parte a un'incursione del 1678 contro i Covenanti, ma poi perse temporaneamente il favore reale consigliando moderazione riguardo alle misure prese contro di loro. Nel 1679, tuttavia, fu presente alla battaglia di Bothwell Bridge; nel luglio 1680 fu nominato vice ammiraglio di Scozia e nel 1681 presidente del parlamento.
Nel 1684 fu nominato lord luogotenente di Argyll, combatté vigorosamente contro il Archibald Campbell, IX conte di Argyll nell'Argyll's Rising del 1685 e fu determinante per sconfiggerlo. Murray fu nominato cavaliere nel 1687.
Si mostrò tiepido all'ascesa di Guglielmo III. Infine nell'aprile 1689 scrisse a Guglielmo III per dichiarare la sua fedeltà, e in maggio prese parte alla proclamazione di Guglielmo III e Maria II come re e regina a Edimburgo. Ma durante l'insurrezione del visconte Dundee permise che le sue truppe fossero utilizzate nella battaglia di Killiecrankie contro i sostenitori del nuovo re, il che contribuì alla sconfitta delle truppe del governo. Fu quindi convocato a Londra e imprigionato nel mese di agosto. Nel 1690 fu implicato nel complotto di Montgomery per restaurare Giacomo e successivamente in ulteriori intrighi giacobiti. Nel giugno 1691 ricevette la grazia e in seguito agì per il governo nella pacificazione delle Highlands.
Ironia della sorte, date le presunte inclinazioni giacobite di Murray, suo nipote, Lord George Murray, divenne un famoso generale dei giacobiti e fu responsabile del loro successo per la maggior parte della rivolta del 1745.

## Matrimonio
Sposò, il 5 maggio 1659, Lady Amelia Stanley (1633-22 febbraio 1702/1703), figlia di James Stanley, VII conte di Derby e di Charlotte de La Tremoille. Ebbero dodici figli:
- John Murray, I duca di Atholl (24 febbraio 1660-14 novembre 1724);
- Charles Murray, I conte di Dunmore (24 febbraio 1661-19 aprile 1710);
- Lord James Murray (8 maggio 1663-30 dicembre 1719), sposò Anne Murray di Glenmuir, ebbero due figlie;
- William Murray, II Lord Nairne (1664-3 febbraio 1726), sposò Margaret Nairne, ebbero quattro figli;
- Lady Charlotte Murray (1663-1735), sposò Thomas Cooper, non ebbero figli;
- Lady Amelia Murray (1666-1743), sposò in prime nozze Hugh Fraser, IX Lord Lovat, ebbero cinque figli, sposò in seconde nozze Simon Fraser di Beaufort[2];
- Lady Jane Murray (1666-1670);
- Sir Mungo Murray (1668-1700), sposò Rachel Beaverich, ebbero due figli[3];
- Lord Edward Murray (1669-1743), sposò Katherine Skene;
- Lord Henry Murray (1670);
- Lady Katherine Murray (1672-1689);
- Lord George Murray (1673-1691).